# Bolsa de Panama General
Le Bolsa de Panama General est un indice boursier de la bourse du Panama, composé des 13 principales capitalisations boursières du pays.

## Composition
Au 22 juin 2011, l'indice  se composait des titres suivants:
| Symbole  | Société                            | Poids indiciel |
| -------- | ---------------------------------- | -------------- |
| ASSA PP  | Assa Cia DE Seguros                | 6.12 %         |
| BGFG PP  | BG Financial Group                 | 44.29 %        |
| BVP PP   | Bolsa de Valores de Panama         | non divulgué % |
| LATIN PP | Central Latinoamericana De Valores | non divulgué % |
| EGIN PP  | Empresa General de Inversiones     | 29.05 %        |
| FASA PP  | Financiera Automotriz              | 1.1 %          |
| GBGR PP  | GB Group                           | 4.95 %         |
| GBHC PP  | Grupo Bandelta Holding             | 0.23 %         |
| MELO PP  | Grupo Melo                         | 1.29 %         |
| GMUN PP  | Grupo Mundial Tenedora             | 1.9 %          |
| MHCH PP  | MHC Holding                        | 4.87 %         |
| REYH PP  | Rey Holdings                       | 4.93 %         |
| UNEM PP  | Union Nacional de Empresas         | 1.26 %         |